# Vorselaar
Vorselaar è un comune belga di 7 419 abitanti nelle Fiandre (Provincia di Anversa).